# Open Your Eyes
Open Your Eyes — семнадцатый студийный альбом прог-рок-группы Yes, выпущенный в 1997 году.
Open Your Eyes первый альбом с участием сессионного музыканта гитариста Билли Шервуда в качестве участника группы (он также играет в этом альбоме на клавишных).
Альбом изначально планировался как совместная работа Сквайра и Шервуда, но позже, из-за контрактных обязательств, был переработан и выпущен под маркой «Yes».

## Критика
Альбом получил неоднозначную реакцию критиков и фанатов и провалился в коммерческом плане, достигнув только 151 места в США, а в британские чарты даже не попал. Андерсон и Хау объяснили неудачу альбома тем, что у них было мало времени для полноценной разработки материала, так как альбом нужно было выпустить срочно.

## Список композиций
| №   | Название                                            | Длительность |
| --- | --------------------------------------------------- | ------------ |
| 1.  | «New State of Mind»                                 | 6:00         |
| 2.  | «Open Your Eyes»                                    | 5:14         |
| 3.  | «Universal Garden»                                  | 6:17         |
| 4.  | «No Way We Can Lose»                                | 4:56         |
| 5.  | «Fortune Seller»                                    | 5:00         |
| 6.  | «Man in the Moon»                                   | 4:41         |
| 7.  | «Wonderlove»                                        | 6:06         |
| 8.  | «From the Balcony»                                  | 2:43         |
| 9.  | «Love Shine»                                        | 4:38         |
| 10. | «Somehow, Someday»                                  | 4:47         |
| 11. | «The Solution» (содержит скрытый трек "The Source") | 23:47        |

## Участники записи

### Yes
- Джон Андерсон — вокал
- Стив Хау — гитары, банджо, мандолина, вокал
- Билли Шервуд — клавишные, гитара, вокал
- Крис Сквайр — бас-гитара, вокал, гармоника
- Алан Вайт — ударные, вокал

### Приглашённые музыканты
- Игорь Хорошев — клавишные в «Fortune Seller», «No Way We Can Lose» и «New State of Mind»
- Стив Поркаро[англ.] — клавишные
- «Top Pop Albums 1955—2001», Joel Whitburn, c. 2002